# Äussere Schwarze Schneid
L'Äussere Schwarze Schneid est une montagne qui s’élève à 3 255 m d’altitude dans les Alpes de l'Ötztal, en Autriche.